# Herb gminy Łącko
Herb gminy Łącko – jeden z symboli gminy Łącko, ustanowiony 28 października 2005.

## Wygląd i symbolika
Herb przedstawia na tarczy w polu błękitnym św. Jana Ewangelistę ukazanego w półpostaci, zwróconego na wprost, odzianego w srebrną powłóczystą szatę, w złotym nimbie, z prawicą złożoną na piersi, zaś w lewej ręce trzymającego złotą księgę. Poniżej św. Jana sprofilowany srebrny orzeł o złotym dziobie i takichże szponach, zwrócony w prawo